# Drachten
Drachten és una ciutat del municipi de Smallingerland a la província de Frísia, al nord dels Països Baixos. L'1 de desembre de 2012 tenia 44.940 habitants. Drachten és la segona ciutat de Frísia, després de la capital Leeuwarden.